# Qoob
Qoob är ett chip till Nintendo Gamecube, som används för att öppna hemmagjorda applikationer/säkerhetskopior.
Chippet finns i 2 versioner: Qoob Pro, en variant med alla funktioner inkluderade, och Qoob SX, som är budgetvarianten.

## Qoob Pro
Qoob Pros utveckling startade i början av år 2005. Dess funktioner och finesser inkluderar bland annat följande:
- Stöder alla regioner av Gamecube-skivor
- Stöder DOL-101 USA, JAP, PAL och DOL-102
- Kompatibel med GCOS (GCOS' webbplats) och annat BIOS-utbyte
- Stöder homebrew
- Stöder mini-DVD(+R/-R) och DVD (Kräver utbyte av Gamecube skal)
- 16MBit flash-minne för lagring av applikationer
- Stöder multispelsskivor
- Stöder Panasonic Q (Panasonics version av Gamecube, som har inbyggd DVD-spelare)
- Stöder inbyggda fusk (Kräver en Actionreplay-skiva minst en gång)

I Paketet ingår chip, USB-brygga, 3D-klistermärke och en mini-USB-sladd.

## Qoob SX
Qoob SX är budgetvarianten av Qoob Pro.
Den har ungefär samma funktioner som Qoob Pro, de stora skillnaderna är att Qoob SX saknar Usb port, och har endast 1MBits flashminne. Den kan inte heller använda inbyggda fusk.